# Liste der Abgeordneten zum Wiener Landtag und Mitglieder des Wiener Gemeinderats (16. Wahlperiode)
Diese Liste der Abgeordneten zum Wiener Landtag und Mitglieder des Wiener Gemeinderats (16. Wahlperiode) listet alle Abgeordneten zum Wiener Landtag und Gemeinderat in der 16. Wahlperiode auf. Der Landtag und der Gemeinderat konstituierten sich am 29. November 1996. Nach der Landtagswahl 1996 entfielen 43 der 100 Mandate auf die SPÖ, 29 auf die FPÖ, 15 auf die ÖVP, 7 auf die Grünen und 6 auf das Liberale Forum (LIF). Der Landtag und Gemeinderat wählte nach der Angelobung seiner Mitglieder die Mitglieder der Landesregierung und des Stadtsenates Häupl II.
Nachdem Rüdiger Stix im Mai 1998 aus der FPÖ ausgeschlossen worden war, gründete er mit weiteren ehemaligen FPÖ-Abgeordneten, die sich gegen den „Demokratievertrag“ Jörg Haiders ausgesprochen hatten die „Freie Demokratische Union“ (FDU).

## Funktionen

### Landtagspräsidenten
Das Amt der 1. Landtagspräsidentin übernahm in der konstituierenden Sitzung des Landtages Maria Hampl-Fuchs (ÖVP), obwohl die ÖVP bei der Wahl nur den dritten Platz belegt hatte. Zum 2. Landtagspräsidenten wurde Hilmar Kabas (FPÖ) gewählt, 3. Landtagspräsident wurde Erika Stubenvoll (SPÖ). Hampl-Fuchs wurde dabei mit 87 von 99 Stimmen gewählt, auf Hilmar Kabas entfielen 43 Stimmen, auf Erika Stubenvoll 64 Stimmen.

### Vorsitzende des Gemeinderates
Auf Vorschlag von SPÖ und ÖVP wurde die Anzahl der Vorsitzenden mit vier Personen festgelegt, die von der FPÖ, den Grünen und dem LIF geforderte Beschränkung auf drei Personen fand dabei keine Mehrheit. In der Vorgängerperiode hatte der Gemeinderat noch sechs Vorsitzende umfasst. In der konstituierenden Sitzung wurde in der Folge zum 1. Vorsitzender des Gemeinderates der SPÖ-Abgeordnete Rudolf Hundstorfer gewählt, der dieses Amt bereits seit 1995 innegehabt hatte. Das Amt des 2. Vorsitzenden übernahm Johann Römer (FPÖ), 3. Vorsitzende wurde die bisherige 2. Vorsitzende Ilse Forster. Franz Karl (ÖVP), seit 1995 im Amt des 4. Vorsitzenden, wurde in der konstituierenden Sitzung erneut in dieses Amt gewählt.
Am 22. Juni 1998 löste Heidemarie Unterreiner ihren Parteikollegen Johann Römmer als 2. Vorsitzenden ab.

### Landtagsabgeordnete bzw. Gemeinderäte
| Name                         | Fraktion | Anmerkung |
| ---------------------------- | -------- | --- |
| Alkier Wolfgang              | LIF      | |
| Amhof Nikolaus               | FPÖ      | |
| Bayr Petra                   | SPÖ      | |
| Becher Ruth                  | SPÖ      | |
| Beer Kurt Hermann            | FPÖ/FDU  | |
| Blind Kurth-Bodo             | FPÖ      | |
| Bolena Alexandra             | LIF      | |
| Chorherr Christoph           | GRÜNE    | |
| Driemer Johann               | SPÖ      | |
| Ebinger Gerald               | FPÖ      | am 5. November 1999 für Robert Egghart angelobt |
| Effenberg Franz Karl         | SPÖ      | Mandatsverzicht per 13. Jänner 1998 |
| Egghart Robert               | FPÖ      | Mandatsverzicht per 29. Oktober 1999 |
| Ekkamp Franz                 | SPÖ      | |
| Forster Ilse                 | SPÖ      | |
| Fuchs Georg                  | ÖVP      | |
| Geringer Thomas              | FPÖ/FDU  | |
| Gintersdorfer Lothar         | FPÖ      | Mandatsniederlegung nach Wahl zum Stadtrat in der konstituierenden Sitzung                                                                                               |
| Göbl Gerhard                 | SPÖ      | |
| Görg Bernhard                | ÖVP      | Mandatsniederlegung nach Wahl zum Stadtrat in der konstituierenden Sitzung                                                                                               |
| Günther Helmut               | FPÖ      | |
| Hack Michaela                | LIF      | |
| Hahn Johannes                | ÖVP      | |
| Hampl-Fuchs Maria            | ÖVP      | |
| Harwanegg Volkmar            | SPÖ      | |
| Hatzl Johann                 | SPÖ      | |
| Hecht Gabriele               | LIF      | |
| Herzog Johann                | FPÖ      | Mandatsniederlegung nach Wahl zum Stadtrat in der konstituierenden Sitzung                                                                                               |
| Honay Andreas                | SPÖ      | im Amt verstorben |
| Huemer Friedrun              | GRÜNE    | Mandatsniederlegung nach Wahl zur Stadträtin in der konstituierenden Sitzung                                                                                             |
| Hufnagl Heinz                | SPÖ      | |
| Hundstorfer Rudolf           | SPÖ      | |
| Jerusalem Susanne            | GRÜNE    | |
| Juznic Peter                 | SPÖ      | |
| Kabas Hilmar                 | FPÖ      | |
| Karl Franz                   | ÖVP      | |
| Kenesei Günter               | GRÜNE    | |
| Klicka Marianne              | SPÖ      | |
| Klier Helga                  | SPÖ      | |
| Klopf Manfred                | FPÖ/FDU  | in der konstituierenden Sitzung für Walter Prinz nachgerückt, am 27. April 1999 wieder für ihn ausgeschieden                                                             |
| Klucsarits Rudolf            | ÖVP      | |
| Kopietz Harry                | SPÖ      | |
| Kovacic Susanne              | FPÖ      | |
| Kowarik Helmut               | FPÖ      | |
| Kreissl Michael              | FPÖ      | in der konstituierenden Sitzung für ein zum Stadtrat gewähltes FPÖ-Mitglied nachgerückt                                                                                  |
| Kubik Gerhard                | SPÖ      | |
| Kunz Alessandra              | GRÜNE    | |
| Ladics Anton                 | SPÖ      | Mandatsverzicht per 20. Juni 1997 |
| Lakatha Ingrid               | ÖVP      | am 18. Dezember 1997 für Oskar Wawra angelobt |
| Landauer Karin               | FPÖ      | Mandatsniederlegung nach Wahl zur Stadträtin in der konstituierenden Sitzung                                                                                             |
| Lapp Christine               | SPÖ      | |
| Lettner Ursula               | SPÖ      | |
| Ludwig Martina               | SPÖ      | |
| Ludwig Michael               | SPÖ      | am 9. September 1999 angelobt |
| Madejski Herbert             | FPÖ      | |
| Malyar Martina               | SPÖ      | |
| Markus Patrizia              | ÖVP      | |
| Maurer Ernst                 | SPÖ      | |
| Mayer Alois                  | SPÖ      | am 3. März 1997 für Rudolf Sagmeister angelobt |
| Mentschik Hans               | SPÖ      | Mandatsverzicht per 17. März 1997 |
| Neck-Schaukowitsch Elisabeth | SPÖ      | |
| Neuhuber Alexander           | ÖVP      | |
| Pawkowicz Rainer             | FPÖ      | am 28. März 1998 verstorben |
| Oxonitsch Christian          | SPÖ      | am 27. Mai 1997 für Andreas Honay angelobt |
| Pfeiffer Gerhard             | ÖVP      | |
| Pilz Peter                   | GRÜNE    | Mandatsverzicht per 28. Oktober 1999 |
| Polkorab Rosemarie           | SPÖ      | |
| Pöschl Hanno                 | LIF      | |
| Prinz Walter                 | FPÖ      | Mandatsniederlegung nach Wahl zum Stadtrat in der konstituierenden Sitzung, am 29. April 1999 erneut für Manfred Klopf angelobt und am 31. Mai 1999 wieder ausgeschieden |
| Prochaska Johannes           | ÖVP      | |
| Ramhart Karl                 | FPÖ      | am 2. Juni 1999 für Walter Prinz angelobt |
| Reinberger Brigitte          | FPÖ      | |
| Reindl Thomas                | SPÖ      | am 29. Jänner 1998 für Franz Karl Effenberg angelobt |
| Reiser Madleine              | GRÜNE    | am 20. November 2000 für Hannelore Weber angelobt |
| Reiter Günther               | SPÖ      | |
| Rogelböck Hubert             | FPÖ      | am 7. Mai 1998 für Rainer Pawkowicz angelobt |
| Römer Johann                 | FPÖ      | |
| Rothauer Herlinde            | ÖVP      | |
| Sagmeister Rudolf            | SPÖ      | Mandatsverzicht per 1. März 1997 |
| Salcher Andreas              | ÖVP      | |
| Sander Jutta                 | GRÜNE    | |
| Sassmann Gerold              | FPÖ      | |
| Schicker Rudolf              | SPÖ      | |
| Schieder Andreas             | SPÖ      | am 23. Juni 1997 für Anton Ladics angelobt |
| Schiel Hans                  | SPÖ      | Mandatsverzicht per 31. August 1999 |
| Schmalenberg Heidrun         | FPÖ      | in der konstituierenden Sitzung für ein zum Stadtrat gewähltes FPÖ-Mitglied nachgerückt                                                                                  |
| Schock Eduard                | FPÖ      | |
| Schöfnagel Barbara           | FPÖ      | |
| Schuster Godwin              | SPÖ      | |
| Schwarz-Klement Brigitte     | FPÖ      | |
| Serles Wilfried              | FPÖ      | |
| Smoliner Marco               | LIF      | |
| Sramek Heinz                 | SPÖ      | Mandatsverzicht per 30. Juni 1999 |
| Stark Rudolf                 | FPÖ      | |
| Steiner Gertraud             | FPÖ      | am 5. November 1999 für Peter Westenthaler angelobt |
| Stix Rüdiger                 | FPÖ/FDU  | im Mai 1998 aus der FPÖ ausgeschlossen |
| Strache Heinz-Christian      | FPÖ      | |
| Strobl Friedrich             | SPÖ      | |
| Strobl Walter                | ÖVP      | in der konstituierenden Sitzung für den zum Stadtrat gewählten Bernhard Görg nachgerückt                                                                                 |
| Stubenvoll Erika             | SPÖ      | |
| Stürzenbecher Kurt           | SPÖ      | am 21. März 1997 für Hans Mentschik angelobt |
| Themel Gerda                 | SPÖ      | |
| Tomsik Josefa                | SPÖ      | |
| Tschirf Matthias             | ÖVP      | |
| Ulm Wolfgang                 | ÖVP      | am 27. Mai 1997 für Romana Widhalm angelobt |
| Unterreiner Heidemarie       | FPÖ      | |
| Valentin Erich               | SPÖ      | am 9. September 1999 angelobt |
| Vassilakou Maria             | GRÜNE    | in der konstituierenden Sitzung für die zur Stadträtin gewählte Friedrun Huemer nachgerückt                                                                              |
| Vettermann Heinz             | SPÖ      | |
| Wagner Josef                 | FPÖ      | |
| Wagner Kurt                  | SPÖ      | |
| Wawra Oskar                  | ÖVP      | Mandatsverzicht per 30. November 1997 |
| Weber Hannelore              | GRÜNE    | am 5. November 1999 für Peter Pilz angelobt, Mandatsverzicht per 31. Oktober 2000                                                                                        |
| Wehsely Sonja                | SPÖ      | |
| Westenthaler Peter           | FPÖ      | Mandatsverzicht per 29. Oktober 1999 |
| Widhalm Romana               | ÖVP      | im Amt verstorben |
| Wicke Frigga                 | FPÖ      | in der konstituierenden Sitzung für ein zum Stadtrat gewähltes FPÖ-Mitglied nachgerückt                                                                                  |
| Winklbauer Renate            | SPÖ      | |
| Wolfram Gerhard              | FPÖ      | |
| Woller Ernst                 | SPÖ      | |
| Zankl Inge                   | SPÖ      | |
| Zimmermann Paul              | SPÖ      | |